# 銀漢の賦
『銀漢の賦』（ぎんかんのふ）は、葉室麟による日本の時代小説。2007年7月15日に文藝春秋より刊行された。第14回松本清張賞受賞作品。
『風の峠〜銀漢の賦〜』（かぜのとうげ ぎんかんのふ）と題してNHK総合テレビ「木曜時代劇」にて2015年にテレビドラマ化された。

## 書籍情報
- 銀漢の賦 文藝春秋 2007年7月12日発売 ISBN 978-4-16-326200-0
- 銀漢の賦 文春文庫 2010年2月10日発売 ISBN 978-4-16-778101-9

## テレビドラマ
『風の峠〜銀漢の賦〜』（かぜのとうげ ぎんかんのふ）のタイトルにより、NHK総合テレビの「木曜時代劇」（木曜20:00 - 20:43）枠にて2015年1月15日から2月19日まで放送された。全6回。主演は中村雅俊。

### キャスト
- 日下部源五 - 中村雅俊
- 源五（少年期） - 田中偉登
- 松浦将監 - 柴田恭兵
- 小弥太（少年期） - 大八木凱斗
- 蕗 - 桜庭ななみ
- 次郎作 - 山﨑光
- 鷲巣角兵衛 / 清右衛門（二役） - 平岳大
- 藤森吉四郎 - 渡辺大
- 津田伊織 - 池田鉄洋
- たつ - 吉田羊
- 日下部さき - 今井あずさ
- 佐多新蔵 - 大鷹明良
- 伊藤重左衛門 - 山田明郷
- 五郎右衛門 - 大高洋夫
- 伊藤重輔 ‐ 山村憲之介
- 奥平康之助 - 陰山泰
- 酒井伝三郎 - 中野剛
- 佐野信孝 ‐ 四方堂亘
- 坪内庄右衛門 ‐ 松尾諭
- 浅川甲斐守惟忠 ‐ 和田聰宏
- 合田又五郎 ‐ 池田政典
- 馬渕五郎左衛門 ‐ 尾関伸嗣
- 吉岡伝右衛門 ‐ 鈴木隆仁
- 稲葉又五郎 ‐ 大島宇三郎
- 三五郎 ‐ 菊池銀河
- 山崎多聞 - 中村獅童
- たみ ‐ 岩橋道子
- 十蔵 - 高橋和也
- 十蔵（少年期）- 鏑木海智
- みつ - 麻生祐未
- 本庄内記 - 石井愃一
- 松平定信 - 池内万作
- 九鬼夕斎 - 中嶋しゅう
- 千鶴 - 中村ゆり

など

### スタッフ
- 原作 - 葉室麟『銀漢の賦』（文春文庫）
- 脚本 - 森下直、西井史子
- 音楽 - 小六禮次郎
- 主題歌 - 泉谷しげる「漢（オトコ）ありて」
- 演出 - 黛りんたろう、川野秀昭
- 制作統括 - 海辺潔、原林麻奈

### 放送日程
| 話数   | 放送日  | サブタイトル | 脚本     | 演出         |
| ------ | ------- | ------------ | -------- | ------------ |
| 第1回  | 1月15日 | 仇討ち       | 森下直   | 黛りんたろう |
| 第2回  | 1月22日 | 天狗         | 森下直   | 黛りんたろう |
| 第3回  | 1月29日 | 友の死       | 森下直   | 川野秀昭     |
| 第4回  | 2月05日 | 懸命         | 西井史子 | 川野秀昭     |
| 第5回  | 2月12日 | 脱藩         | 森下直   | 黛りんたろう |
| 最終回 | 2月19日 | 決戦         | 森下直   | 黛りんたろう |

| NHK総合テレビ 木曜時代劇        | NHK総合テレビ 木曜時代劇                | NHK総合テレビ 木曜時代劇          |
| 前番組                          | 番組名                                  | 次番組                            |
| ------------------------------- | --------------------------------------- | --------------------------------- |
| ぼんくら （2014.10.16 - 12.18） | 風の峠〜銀漢の賦〜 （2015.1.15 - 2.19） | かぶき者 慶次 （2015.4.9 - 6.18） |